# Улица Болотникова (Казань)
Улица Болотникова (тат. Болотников урамы, Bolotnikof uramı) — улица в Кировском районе Казани, в историческом районе Пороховая слобода. Названа в честь Ивана Болотникова, предводителя Крестьянской войны 1606–1607 годов.

## География
Начинаясь от улицы Степана Халтурина, пересекается с улицами Музыкальная, переулок Болотникова, Лазарева, Кулахметова, Серпуховская и заканчивается переходя в Горьковское шоссе.

## История
Улица возникла до революции в Пороховой слободе, тогда пригороде Казани, под названием Фурштадская (Форштадская, от нем. Vorstadt «пригород»). В годы гражданской войны часть домов улицы была муниципализирована и занята различными учреждениями: к началу 1920-х один из домов занимала столовая АРА и (в середине 1920-х) школа № 55 имени Зиновьева; ещё один дом, ранее принадлежавший торговцу Ялышеву, занимал татарский детский сад № 26.
К концу 1930-х годов улица имела более 60 домовладений: №№ 1–15/2, 19–61/34, 65–87/28 по нечётной стороне и №№ 10, 24, 28–32/55, 38, 42, 48, 52, 58, 68–88, 98/33–108/30 по чётной.
1 октября 1953 года улице было присвоено современное название. В тот же период на улице были построены первые малоэтажные многоквартирные дома.
Застройка улицы пятиэтажными многоквартирными домами проходила в основном в 1960-е годы. В 1990-х – 2000-х годах были снесена значительная часть частных домов по чётной стороне и малоэтажные дома льнокомбината, при разборке которых погибли два человека; на месте последних были построены девятиэтажные дома  После окончания сноса частных домов по чётной стороне улицы она вместе с соседней улицей Фрунзе составляет единую улицу-бульвар.
После вхождения Пороховой слободы в состав Казани улица вошла в состав слободы Восстания, административно относившейся к 6-й городской части. После введения в городе деления на административные районы входила в состав Кировского района.

## Транспорт
По улице ходит общественный транспорт (автобусы №№ 10, 45, 49, 53, 63, 72, троллейбус № 1) и есть две остановки общественного транспорта: «Болотникова», «Светлая».

## Объекты
- № 5, 7, 29 — жилые дома института «Союзхимпромпроект»[тат.].[21][22]
- № 13а — жилой дом вертолётного завода.[23]
- № 31, 33 — жилые дома льнокомбината[тат.] (снесены).[24]